# Schloss Georghausen

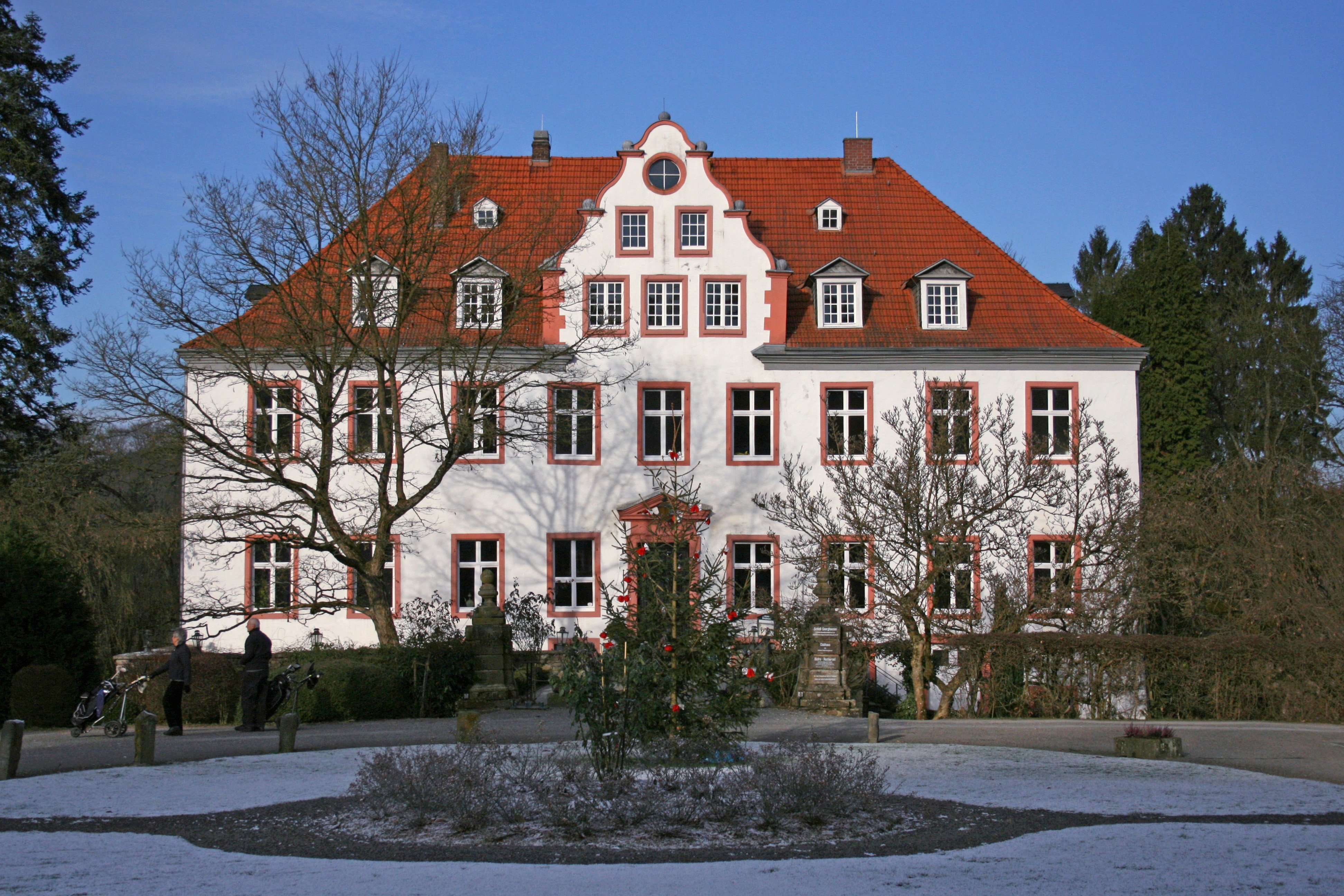
Herrenhaus des Schlosses Georghausen, Ansicht von Süden

Schloss Georghausen, manchmal auch Schloss Georgshausen geschrieben, ist ein barockes Wasserschloss im Ort Georghausen, der zur nordrhein-westfälischen Gemeinde Lindlar im Oberbergischen Land gehört.
Die Wurzeln der Anlage sind im 14. Jahrhundert zu suchen. Sie entwickelte sich aus einem Gutshof und wurde im Jahr 1449 erstmals urkundlich erwähnt. Im gleichen Jahrhundert von dem jülich-bergischen Kanzler Dietrich Lüninck zu einer wehrhaften Wasserburg ausgebaut, fiel das Anwesen im 16. Jahrhundert an die Familie von Neuhof genannt Ley und kam im 17. Jahrhundert an die von Boulich. Anfang des 18. Jahrhunderts erbte Wolfgang Wilhelm von Wittmann den Besitz und ließ die alte Burg durch den heutigen Schlossbau ersetzen. Nach zahlreichen weiteren Besitzern, darunter auch Zisterzienser, welche die Gebäude als Kloster nutzten, erwarb 1820 die Familie von Fürstenberg das Anwesen. Über eine Erbtochter gelangte es zu Beginn des 20. Jahrhunderts an die von Landsberg, die heute noch Schlossherren sind.
Vorburg und Herrenhaus der Anlage stehen unter Denkmalschutz.

## Geschichte
Die Ursprünge des Anwesens liegen im Dunkeln. Angaben in einer Urkunde des 15. Jahrhunderts lassen aber darauf schließen, dass es spätestens im 14. Jahrhundert an der Stelle des heutigen Schlosses ein Hofgut und eine Mühle gegeben hat. Diese lagen abgeschieden im sumpfigen und unzugänglichen Sülztal. Erster namentlich bekannter Besitzer war der Ritter Wilhelm von Quad, der von 1326 bis 1394 urkundlich belegt ist. Vermutlich über dem Erbweg gelangte der Besitz an seine Tochter Elisabeth, die Johann von Pattern heiratete. Gertrud, die Tochter des Paars, erbte das Gut und verkaufte es 1449 gemeinsam mit ihrem Sohn Johann und dessen Frau Beatrix von Stammheim samt Fischerei und weiterem Zubehör an den jülich-bergischen Kanzler Dietrich Lüninck und seine Frau Adelheid von Bellinghausen. Lüninck hatte ausgedehnten Güterbesitz und ließ diesen von Georghausen aus verwalten. Zu jener Zeit gehörten allein zum Georghausener Besitz 40 Höfe. Unter dem Kanzler wurde der bescheidene Gutshof zu einem festen Haus mit Wirtschaftsgebäuden ausgebaut und mit einem umgebenden Wassergraben geschützt. Auch einer Burgkapelle ist überliefert. In einer Urkunde aus dem Jahr 1466 werden die Burg „Gorchhusen“ und eine Mühle genannt. Für 1490/1491 ist durch erhaltene Rechnungen der Bau einer Brücke belegt. Nachdem sich Dietrich Lüninck um das Jahr 1487 aus allen Ämtern zurückgezogen hatte, bevorzugte er allerdings Köln als Wohnsitz. Auch sein Sohn Wilhelm, wohnte in Köln und nutzte Georghausen nur, um dort bisweilen Gäste zu empfangen und zu bewirten. Bewohnt wurde die Anlage nur von dem Rentmeister, der das Gut verwaltete.

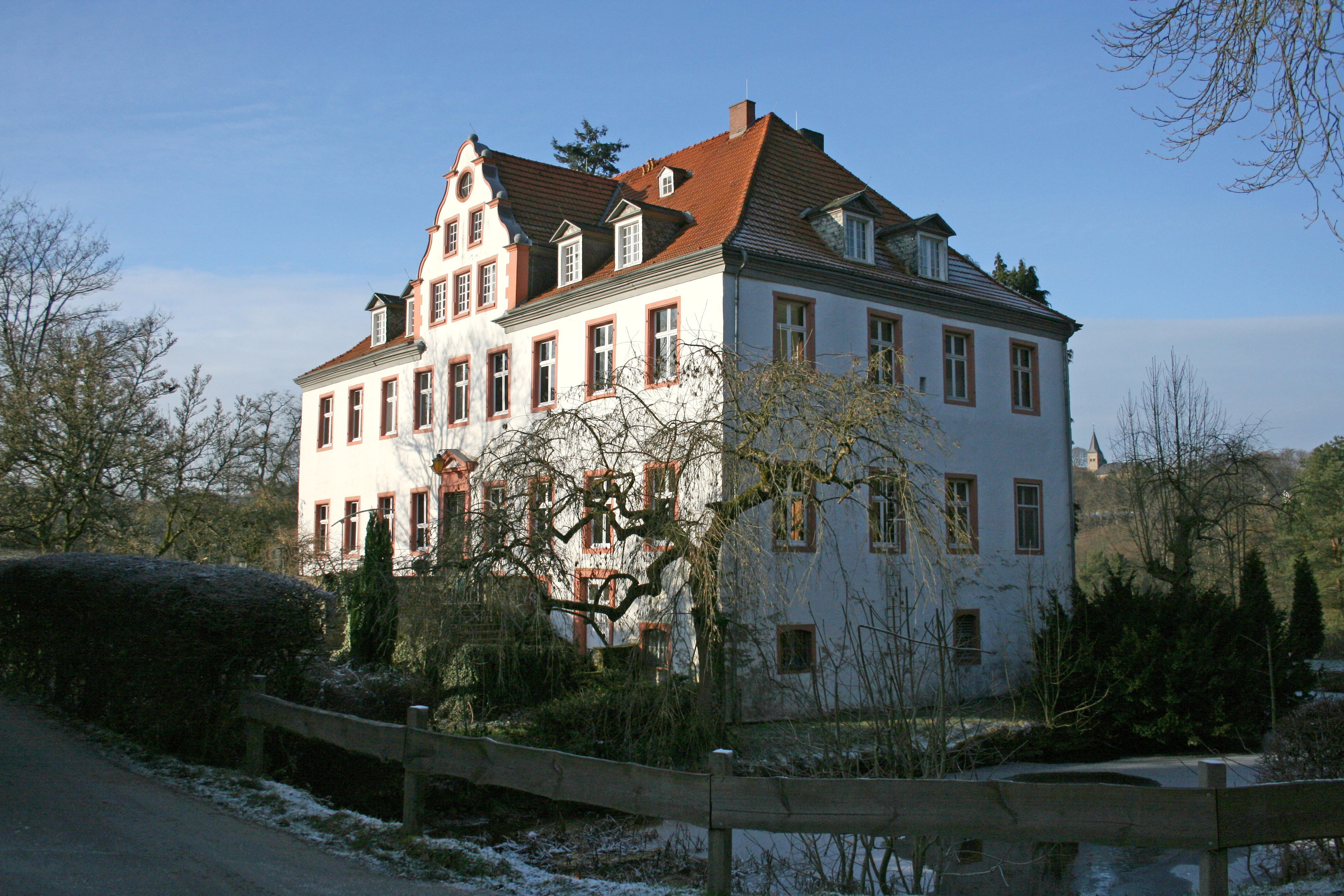
Das Schloss Georghausen wurde zu Beginn des 18. Jh. errichtet

Nach Wilhelm von Lünincks kinderlosem Tod im Februar 1530 begannen langjährige Erbstreitigkeiten. Seine Witwe und ihr Mann aus zweiter Ehe, Franz von Hatzfeld-Merten, erhoben Ansprüche auf die Burg Georghausen. Aber auch Wilhelms Schwester Elisabeth und die Söhne seiner beiden Brüder forderten einen Anteil am Anwesen. In einem Erbvertrag aus dem Jahr 1541 ist festgelegt, dass Georghausen je zu Hälfte an Elisabeth und ihren Mann sowie an ihren Neffen Jost Lüninck gehen sollte. 1553 tauschte Elisabeth die bisher fehlende Hälfte gegen die Burg Honrath ein und vereinte den Besitz damit wieder in einer Hand. Sie starb noch im selben Jahr und vermachte Georghausen ihrem Mann, Wilhelm von Neuhof genannt Ley. Dieser heiratete in zweiter Ehe Anna Quad. Die Kinder aus dieser Verbindung teilten das Erbe nach dem Tod des Vaters unter sich auf. Während Wilhelm von Neuhof, dem späteren bergischen Marschall, die Burg Eibach zufiel, erhielt Johann die Burg Georghausen. Er wurde 1591 als Inhaber genannt. Bei seinem Tod hinterließ er zwei Töchter, von denen eine, Anna von Neuhof, 1625 Dietrich Ludwig von Boulich heiratete und die Burg an dessen Familie brachte. Als mit Rütger Adolf von Boulich der letzte männliche Spross der Familie 1703 oder 1704 starb, erbte Wolfgang Wilhelm von Wittmann das Anwesen, weil er um 1675 Rütger Adolfs Schwester Anna Gertrud geheiratet hatte. Er ließ die Wasserburg durch das heutige Barockschloss ersetzen. Sein Sohn Philipp Gerwin erbte vorwiegend Schulden vom Vater und musste das Schloss 1721 verkaufen, weil zahlreiche Gläubiger Forderungen stellten. Eine Zwangsversteigerung war bereits angesetzt, als der Schultheiß von Steinbach, Jakob Dietrich Litz, die Anlage für 11.400 Reichstaler erwarb.
Es folgten nun zahlreiche Besitzerwechsel in schneller Abfolge. 1755 kam Georghausen an die Familie von und zu Hees. 1778 erwarben die Zisterzienser aus der Abtei Düsselthal das Anwesen, um es als Kloster zu nutzen. Sie legten die heute noch erhaltenen Fischteiche an. Die Mönche blieben aber nicht lange, weil sich die Bewirtschaftung des Anwesens nicht lohnte, und verkauften Schloss Georghausen 1789 an den Paderborner Domkapitular Klemens August von Mengersen. Erst 1820 stabilisierten sich die Eigentumsverhältnisse wieder, als der Reichsfreiherr Friedrich Leopold von Fürstenberg von Schloss Adolfsburg Georghausen für seinen Sohn Theodor erwarb. Allerdings wohnte der neue Schlossherr nicht auf Georghausen, sondern bevorzugte Schloss Herdringen als Wohnsitz. Wie schon früher, wurde Schloss Georghausen durch einen Rentmeister verwaltet. 1830 vermerkte die Topographisch-Statistische Beschreibung der Königlich Preußischen Rheinprovinzen, dass der Rittersitz Georghausen eine Mühle und 56 Einwohner habe. Als Theodor von Fürstenberg 1880 starb, folgten ihm Franz Kaspar von Fürstenberg und später dessen Bruder Franz Egon als Eigentümer nach. Bei dessen Tod trat seine Tochter Maria Adelheid das Erbe an. Bei ihrer Hochzeit mit dem Freiherrn Emanuel von Landsberg-Velen im Jahr 1904 brachte sie das Schloss mit in die Ehe. Das Paar wollte Georghausen als Wohnsitz nutzen und ließ Fassade sowie Dach renovieren und die Innenräume umgestalten. Das Anwesen gehört heute noch der Familie von Landsberg.
Im und nach dem Zweiten Weltkrieg waren im Schloss Evakuierte untergebracht. Nachdem diese ausgezogen waren, ließ Georg von Landsberg das Herrenhaus der Anlage 1951 zu einem Hotel umfunktionieren. Seit 1962 sind alle Gebäude an einen Golfclub verpachtet, der sie als Clubhaus mit angeschlossenem Restaurant nutzt. Dafür ließ er Herrenhaus und Vorburg instand setzen. Der einstige Schlosspark wurde zu einem 18-Loch-Golfplatz umgewandelt. Im Jahr 2014 mussten die noch originalen Fenster aus der Barockzeit restauriert werden. Die anfallenden Kosten in Höhe von insgesamt 146.000 Euro trugen die Deutsche Stiftung Denkmalschutz, die Bezirksregierung Köln, der Golfclub und die Familie Landsberg.

## Beschreibung

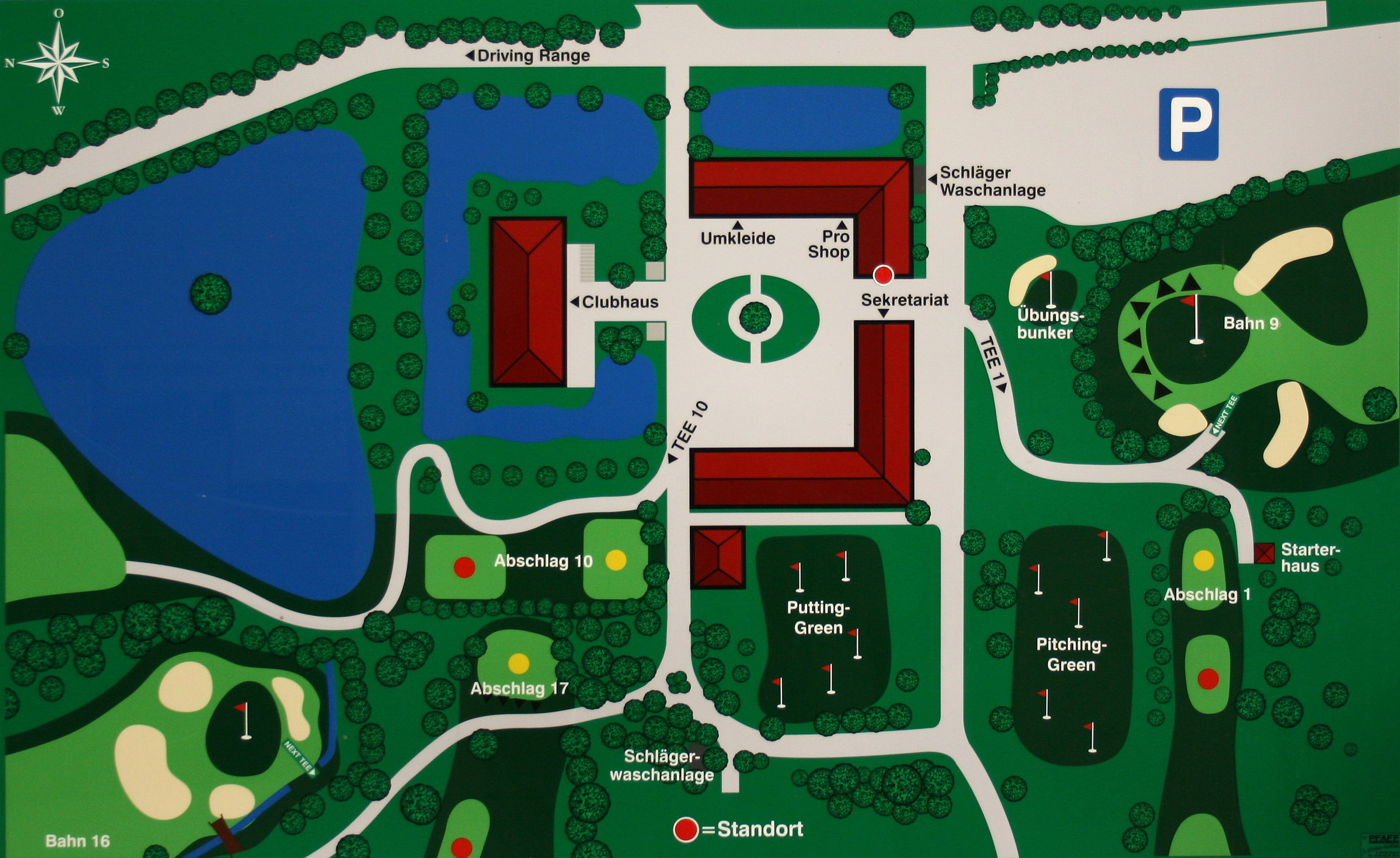
Lageplan der Schlossanlage

Schloss Georghausen steht in der Niederung der Sülz weniger als einen Kilometer westlich des Ortes Schmitzhöhe. Es ist eine zweiteilige Anlage, bestehend aus einem barocken Herrenhaus und einer südlich vorgelagerten Vorburg.  Früher erfolgte der Zugang von südlicher Richtung, weshalb sich Tore und Eingänge von Vorburg und Herrenhaus an der Südseite befinden. Heute führt der Zuweg von der Sülzstraße aus nördlicher Richtung zum Schloss. Eine gemauerte Brücke, in deren Mitte auf der Brüstung eine barocke Statue des Brückenheiligen Johannes Nepomuk steht, überquert dabei die Sülz. Die Skulptur wurde einst von Emanuel von Landsberg vom Haus Steinfurt in Drensteinfurt nach Georghausen gebracht. Anschließend führt der Weg an der ehemaligen Schlossmühle mit ihrem Mühlenteich vorbei. Der heutige Bruchsteinbau mit Fachwerkgiebel stammt mit seinen anderthalb Geschossen aus dem 18. Jahrhundert und dient heute zu Wohnzwecken. Nach der Mühle führt eine breite, von Rosskastanien gesäumte Allee vorbei an einem großen, von Bäumen bestandenen Teich weiter zum Schloss, das den Charakter eines ländlichen Herrenhauses hat.
Eine breite Brücke führt an der Ostseite in den Innenhof der Vorburg, dessen Mitte heute von einem Rasenrondell geprägt ist. Der Hof ist an drei Seiten von langgestreckten, eingeschossigen Wirtschaftsflügeln umrahmt, die eine zum Herrenhaus offene U-Form bilden. Die Trakte besitzen – wie das Haupthaus – Bruchsteinmauerwerk, das weiß geschlämmt ist. Den ursprünglichen Zugang bildete ein Torbau im Südflügel, der auf einer Linie mit dem Herrenhaus liegt und aus der Zeit um 1710 stammt. Seine rundbogige Tordurchfahrt besitzt eine Hausteinrahmung und wird von einem Dreiecksgiebel mit längsovalem Fenster (heute vermauert) abgeschlossen. Auf seinem Dach erhebt sich eine sechseckige Laterne aus dem beginnenden 20. Jahrhundert.
Von der Vorburg führt an deren Nordseite eine von rustizierten, vasentragenden Pfeilern flankierte Bogenbrücke zum Herrenhaus mit ziegelgedecktem Walmdach und zahlreichen Gauben. Die Brücke ist heute ohne tatsächliche Funktion, denn an der Zugangsseite ist das Haupthaus nicht mehr von einem Wassergraben umgeben. Diesen gibt es nur noch im Westen, Norden und Süden. Das Gebäude ist ein schlichter, zweigeschossiger Rechteckbau auf einem hohen, tonnengewölbten Kellergeschoss. Hochrechteckige Fenster mit profilierten Gewänden aus rotem Sandstein teilen die Fassaden an den Längsseiten in neun, an den Querseiten in vier Achsen. Das zweiflügelige Hauptportal mit profilierter Werksteinrahmung und bekrönendem flachen Dreiecksgiebel liegt in der Mittelachse der südlichen Fassade. Zu ihm führt eine mehrstufige Freitreppe hinauf. Die drei mittleren Achsen dieser Seite sind auf Dachgeschossniveau von einem zweigeschossigen, geschweiften Zwerchgiebel abgeschlossen. Er ist eine Zutat des frühen 20. Jahrhunderts und ersetzte einen früher vorhandenen Dreiecksgiebel.
Das Innere des Herrenhauses ist größtenteils modern umgestaltet. Es gibt aber einige alte Elemente, die noch aus der Barockzeit stammen, so zum Beispiel die mächtige Treppe aus dunklem Eichenholz oder die Stuckdecke im Weißen Salon, der zudem einen Kamin aus Lindlarer Marmor besitzt. Eine Ahnengalerie mit Porträtgemälden von Mitgliedern der Familie von Fürstenberg reicht bis zu Kaspar von Fürstenberg, dem im 15. und 16. Jahrhundert lebenden Bilsteiner Drost, zurück.

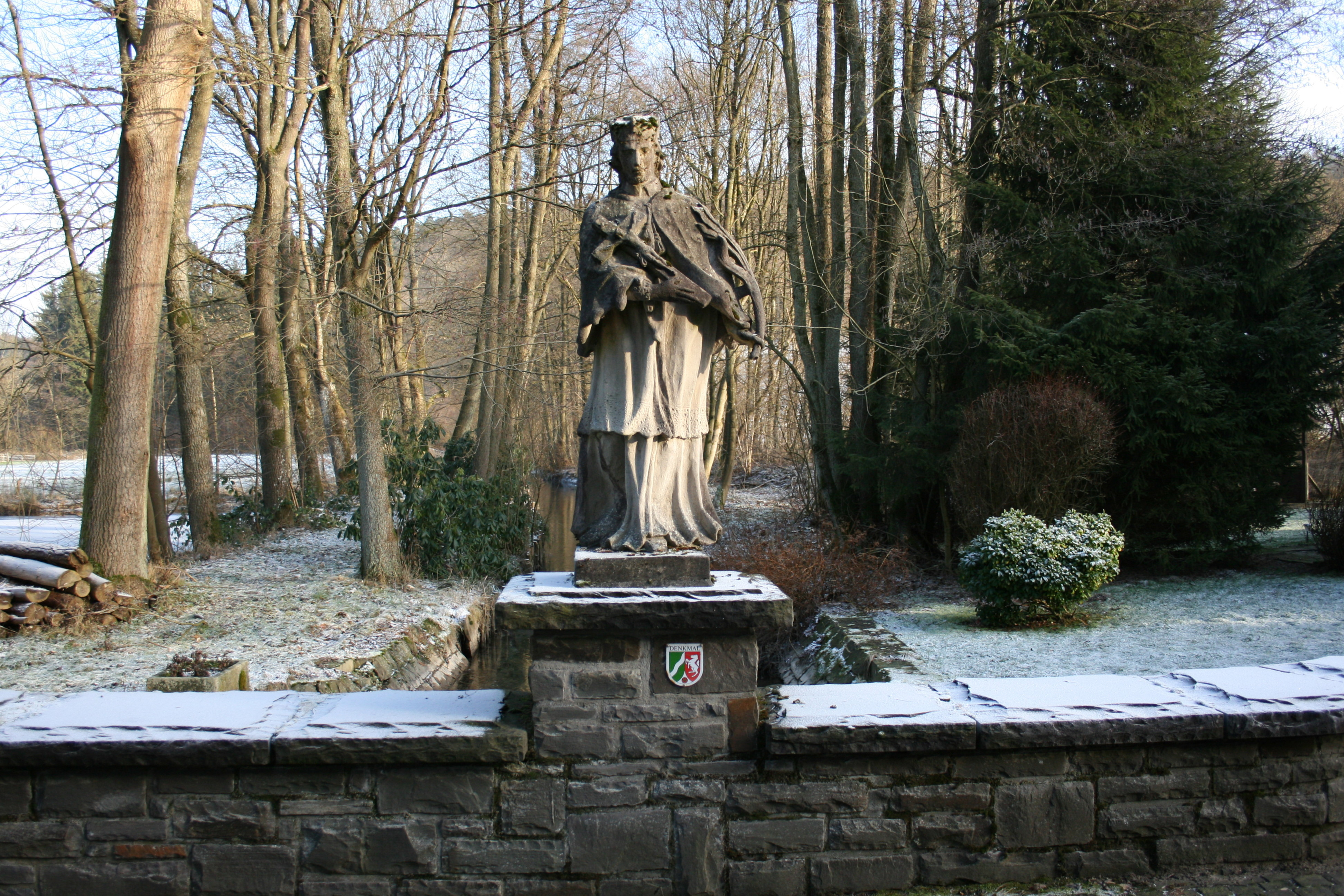
Statue des Brückenheiligen Johannes Nepomuk
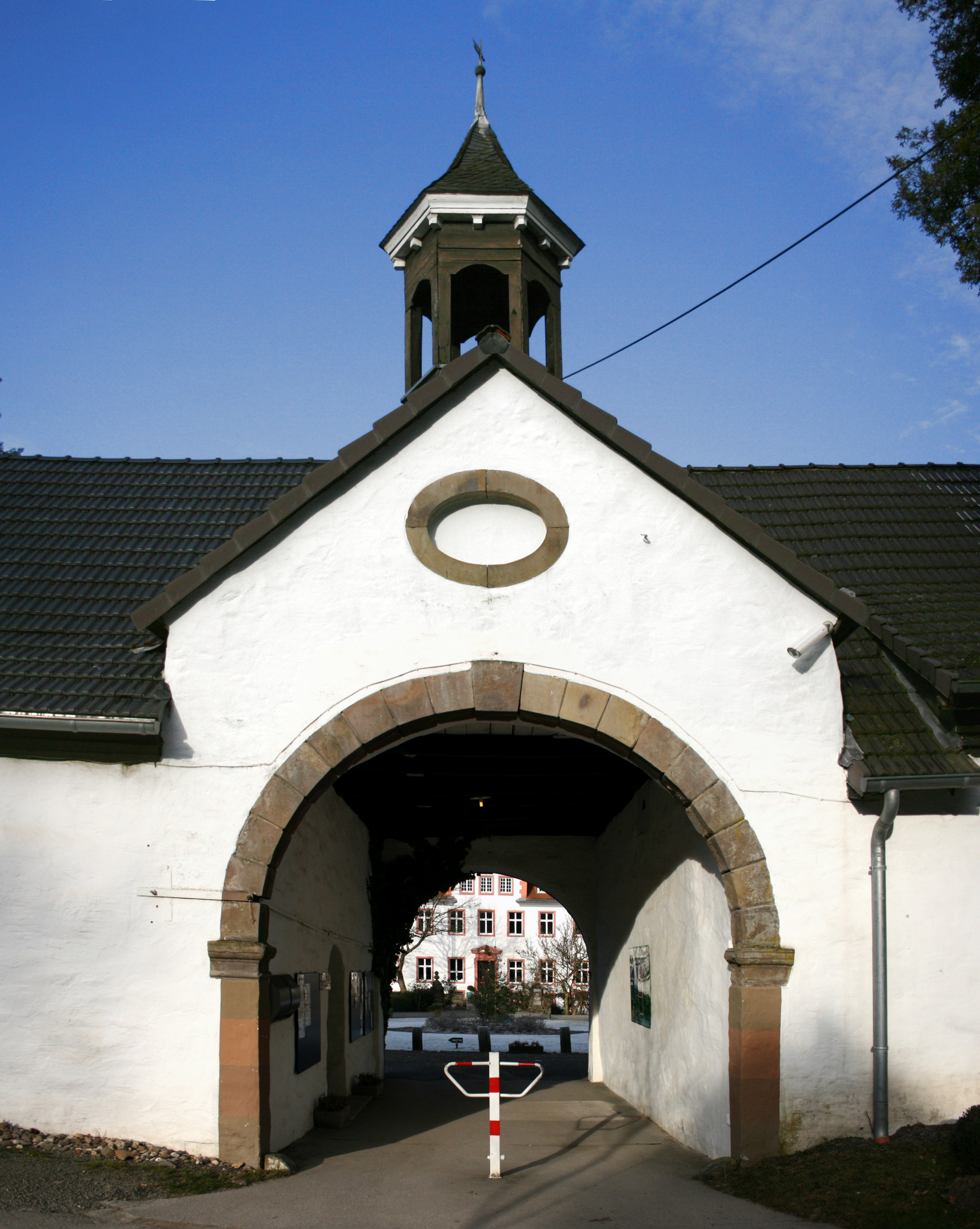
Torbau der Vorburg
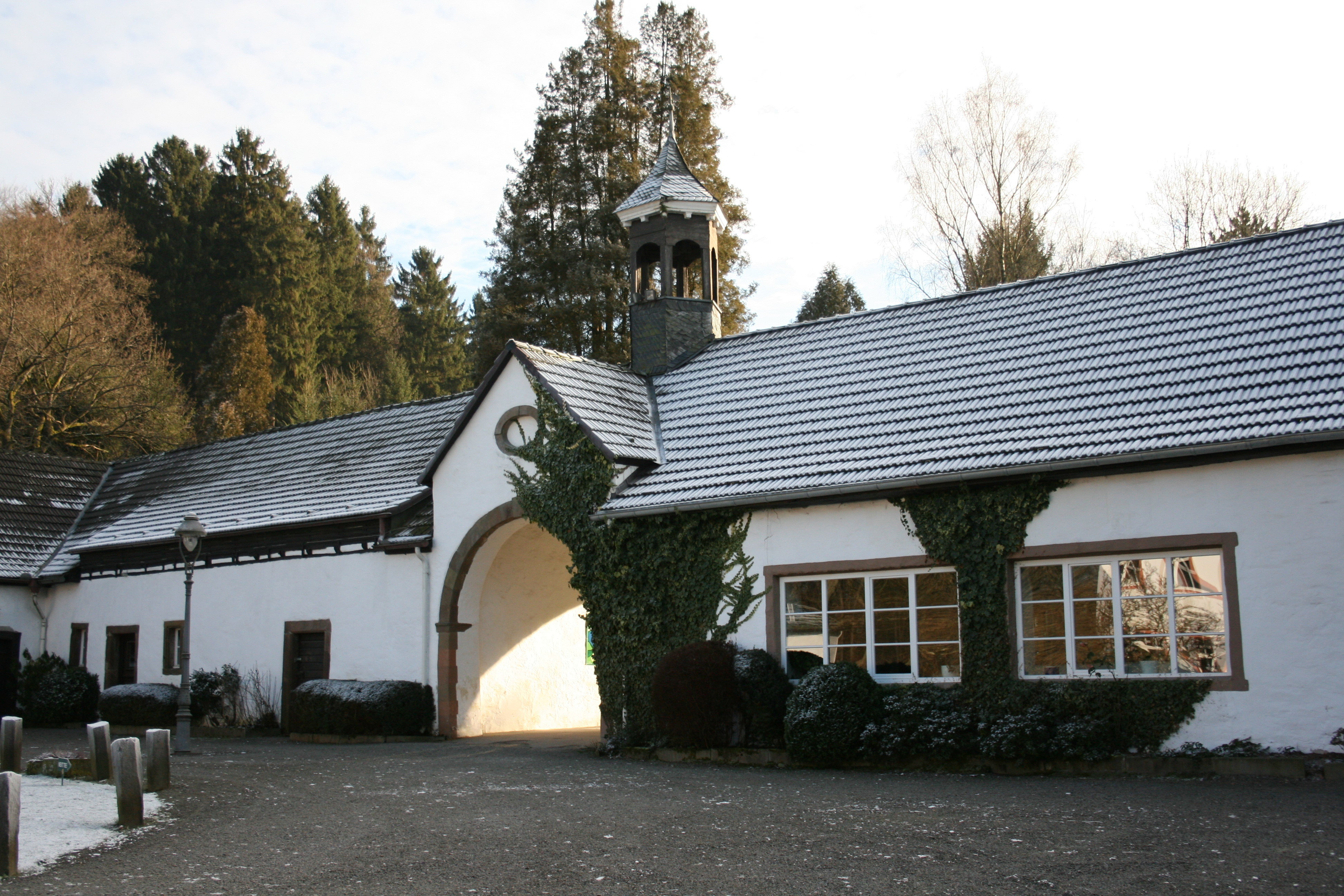
Südflügel der Vorburg, Ansicht vom Innenhof
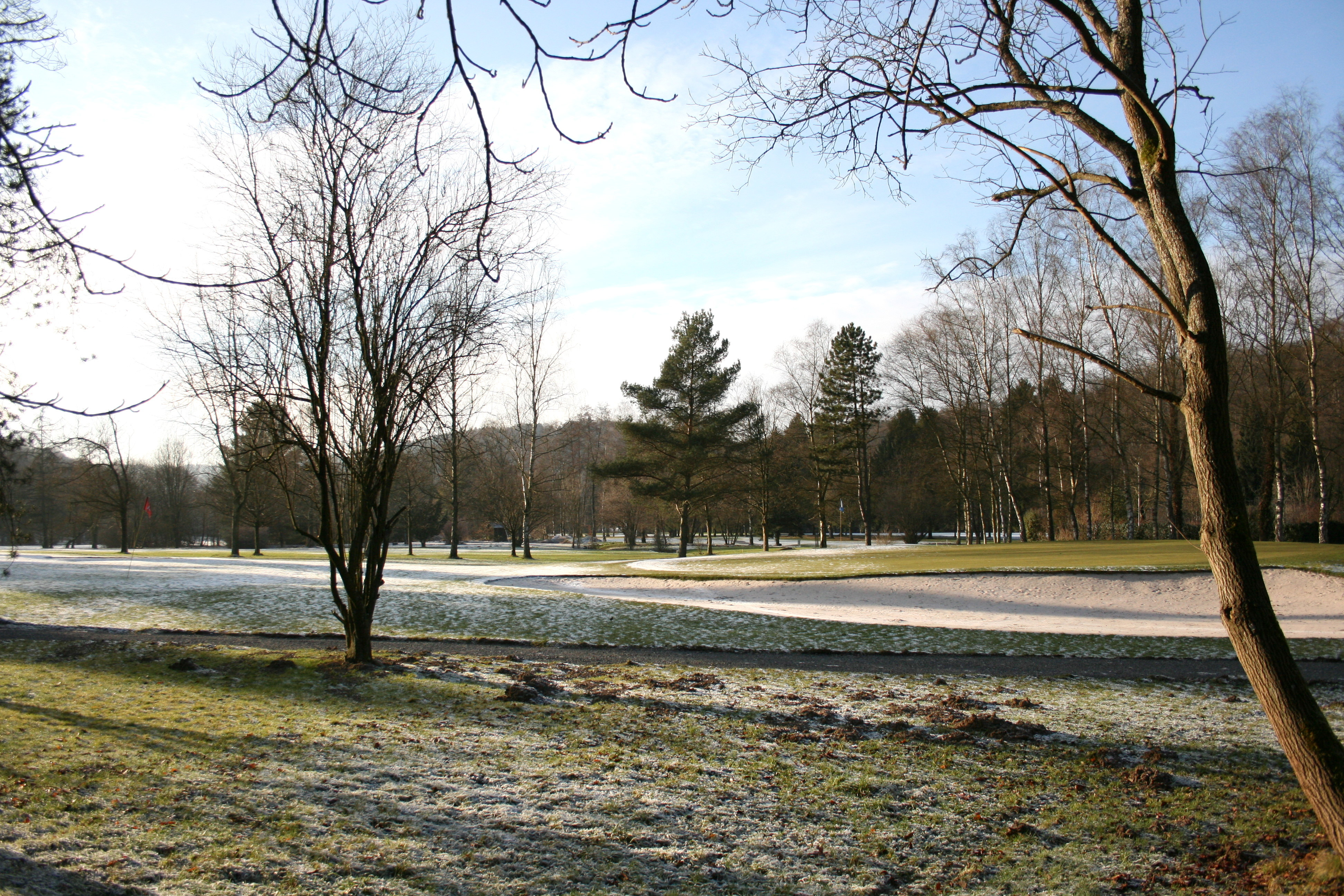
Der Schlosspark wird heute als Golfplatz genutzt.